# Altadis
Altadis este o companie franco-spaniolă producătoare de țigarete Gaulois Blondes, Gitanes și Ducados.
Este al treilea cel mai mare producător de țigarete din Europa și cel mai mare fabricant de trabucuri din lume.